# Jakub Tokarz
Jakub Tokarz (ur. 14 października 1981) – polski judoka oraz zawodnik parakajakarstwa, złoty medalista Letnich Igrzyskach Paraolimpijskich w Rio de Janeiro z 2016.

## Życiorys
W latach 1997–2004 odnosił sukcesy jako zawodnik judo zajmując między innymi drugie miejsce na Mistrzostwach Polski Juniorów, w kategorii wagowej 73 kg w 2000 oraz pierwsze miejsce w kategorii 90 kg na Młodzieżowych Mistrzostwach Polski w 2003. W 2004 podczas bójki w jednym z wrocławskich klubów został ugodzony nożem w wyniku czego porusza się na wózku inwalidzkim. W 2011 zaczął trenować kajakarstwo. Jest zawodnikiem Wojewódzkiego Zrzeszenia Sportowego Niepełnosprawnych Start Wrocław. W 2016 na Letnich Igrzyskach Paraolimpijskich w Rio de Janeiro zdobył złoty medal w kategorii KL1 z czasem 51,084 bijąc jednocześnie swój rekord życiowy.